# マルダーIII
マルダーIII（独: Marder III）は、第二次世界大戦期にドイツが開発した対戦車自走砲である。38(t)戦車の車台に7.5cm砲または7.62cm砲を搭載したもの。マルダーは「テン（貂）」の意味。制式番号は Sd.Kfz.139 と Sd.Kfz.138 の2種がある。資料によって表記はマーダーもしくはマルダーとなる。なおマルダーIIIの名は、1943年11月19日にヒトラー自らがこの系列の自走砲をそう呼んだことから、1944年2月1日から制式にもそう呼ばれるようになったものである。

## 概要
バルバロッサ作戦の初期段階から、ドイツ国防軍はI号対戦車自走砲や牽引砲ではなく、機甲部隊に追従できる対戦車自走砲の必要性を実感していた。1941年の終わりには、例えばソ連のT-34やKV-1などの登場により、この課題は喫緊のものとなった。
この問題の解決策として、旧式化して前線で通用しなくなった既成の戦車を改造するか、もしくはその戦車の生産ラインを転用して対戦車自走砲化する案が採用された。チェコ製の38(t)戦車をベースとしたマルダーIII系列は、この一連の自走砲化計画のうちの一つである。

## 開発経緯

### Sd Kfz 139 マルダーIII
1942年の終わりまでには、大量の38(t)戦車は戦力として陳腐化していたが、自走砲の車台としては他よりも適していた。さらにソ連軍から大量に鹵獲したF-22 76.2mm野砲があったため、この砲を改造して38(t)戦車に載せることが試みられた。
このため38(t)の砲塔と上部構造が撤去され、新しい厚さ11mmの上部構造物が車台に載せられた。その上に砲を搭載し、天板のない厚さ11mmの装甲板を取り付けた。それ以外の装甲は戦車の時のままで、車体前面で50mmの厚さだった。薄く小さい戦闘室の装甲板は乗員を防御するには不十分で、また車高があり目立ったが、火力は十分なものであった。

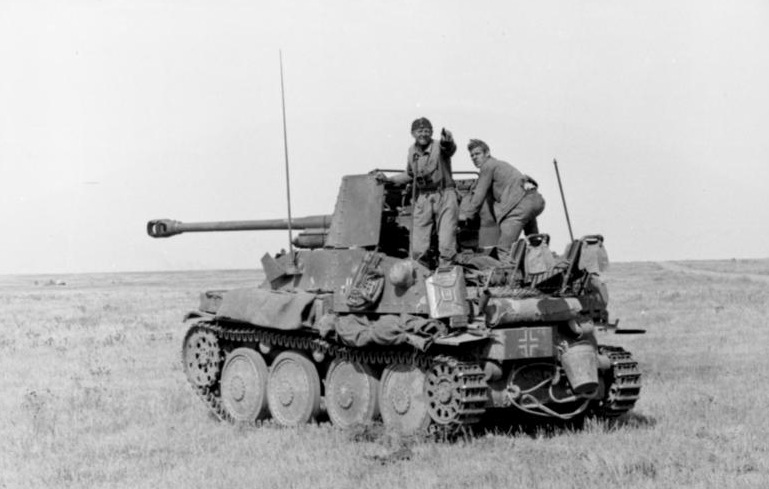
Sd Kfz 139 マルダーIII

F-22野砲は、ドイツ軍標準の7.5cm弾薬筒の長い薬莢が装填できるように薬室が拡大され、また俯仰角ハンドルを旋回ハンドルのある左側に移設し砲の俯仰角操作および旋回操作が1名でできるように改修され、7.62 cm PaK 36(r)と命名された。これは7.5cm弾そのものを発射することもできたが、弾頭に口径調整用の金属製バンドを装着せず射撃した場合、口径の差の分空いた隙間から発射ガスが漏れ、またライフリングへの食い込みが浅いなどの問題で、威力と精度は低下してしまった。捕獲品の76.2mm弾頭にドイツ製の7.5cm薬莢を組み合わせた弾薬筒の生産量は6340発と少なく、多くはPaK40用の7.5cm弾薬筒が用いられたようである。主砲弾は30発搭載され、もともとの戦車用車体に搭載されていた7.92mm機関銃も引き続き装備された。
1942年2月に試作車が完成したこの自走砲は Sd.Kfz.139 Panzerjäger 38(t) für 7.62cm PaK36(r) （7.62cm 36式(r)対戦車砲搭載38(t)対戦車自走砲）と命名された。1942年4月から11月の間に38(t)G型用の車台を流用して176輌が、それ以降はエンジンを140馬力のEPA-2に変更したH型車台を用いて170輌、H型生産開始後の1943年2月から11月の間にも72輌が製造され、また推定84輌が既存の38(t)から改造された。

### Sd Kfz 138 マルダーIII Ausf. H

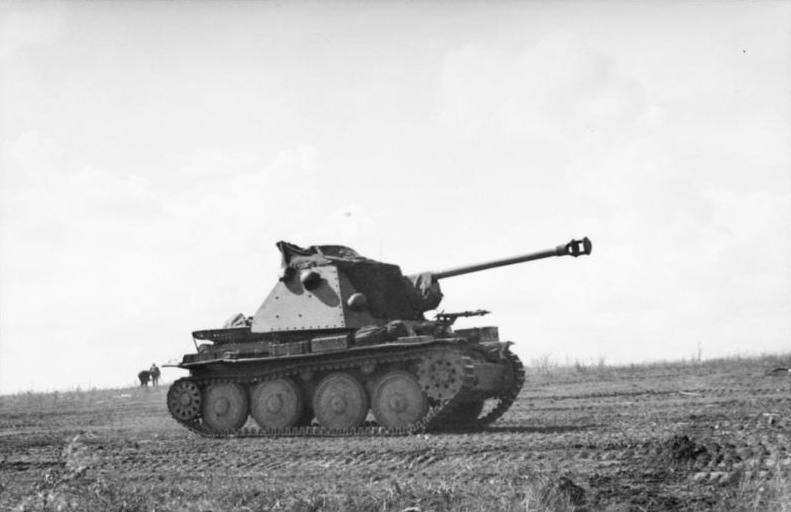
マルダー III H型

次の派生型は、標準の 7.5cm PaK 40/3 対戦車砲を、（戦車としては1輌も完成しなかった）38(t)戦車H型の車体に搭載したもので、他に修理に戻ってきたE型などから改造されたものも確認できる。最初の試作車ではIII号突撃砲用のStuk40を搭載していた。形式名のHはエンジンを後部に搭載していることを示す Heckmotor の意であるとする資料が多いが、自走砲専用シャーシのM型登場のはるか以前に命名されており、単に38(t)H型の車体の流用なのでH型、という説もある。戦車用車台流用でありエンジンが後部にあるため、砲を搭載する装甲厚15mmの戦闘室は車体中央部に設置され、エンジングリル上には乗員が立つための足場が追加された。砲の射角は左右30度ずつあり、砲弾は38発を搭載。Sd.Kfz.139 同様、車体前面装甲は戦車型と同じであり、チェコ製の7.92mm MG37(t)機関銃も同じく搭載されていた。
このタイプは制式には Sd Kfz 138, 7.5cm PaK40/3 auf Pz.Kpfw 38(t) Ausf. H （7.5cm 40式3型対戦車砲搭載38(t)対戦車自走砲H型）と命名され、1942年から1943年の間に418門が製造された。

### Sd Kfz 138 マルダーIII Ausf. M

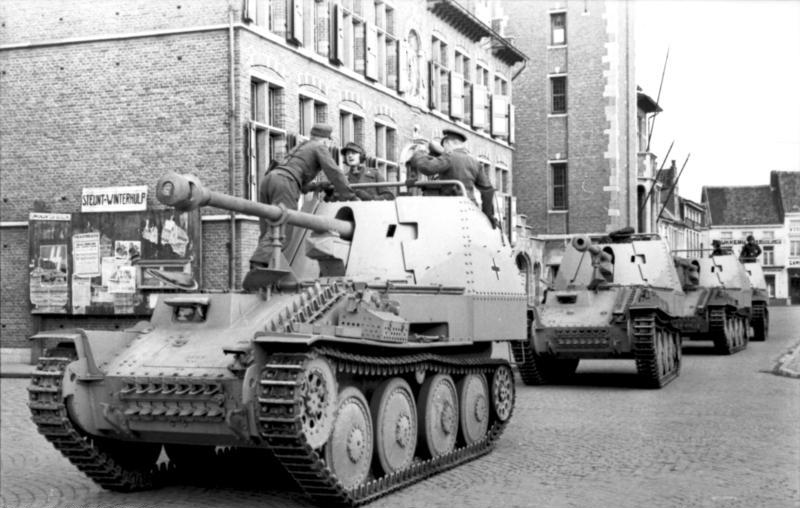
マルダー III M型

最後の派生型はSd.Kfz.138, Panzerjäger 38(t) mit 7.5cm PaK40/3 Ausf. M （7.5cm 40式3型対戦車砲搭載38(t)対戦車自走砲M型）で、H型同様に7.5cm PaK40/3 を搭載している。これは自走砲として、より生産が容易なタイプとして兵器局第六課がアルケット社に設計を発注したもので、1943年に入ってからその設計図面がBMM社に送られた。この自走砲専用シャーシはBMM社により当初「ジグマー」と呼ばれたが、1943年9月に「シュヴァインスフルス」に改められた。
自走砲専用車台では戦闘室が後部に移動しており、これはグリレK型や38(t)対空戦車L型と基本的に同じ物である。M型という形式名はエンジンを中央部に搭載している Mittelmotor の意とする資料もあるが、一時期「7.5cm PaK40搭載38式自走砲（M型）エンジン前方」というこの説と矛盾する名称だったこともあり、単にこれら自走砲専用シャーシの形式名でK、L、Mと続いているだけという説もある。生産初期のエンジンは以前と同じプラガAC（150hp）だったが、アルミ合金製エンジンブロックとターボ付きのプラガIV（180hp）に変更、後期型は信頼性を増したプラガNS（160hp）に変更された。やはりオープントップ型の戦闘室であるが、H型と違い後部下半分に装甲板がある。しかしノーズヘビー化を避けるため、車体前下部の装甲は戦車用車台以来の厚さ50mmから15mmに減らされた。これは車台が溶接組み立てに変更された、1943年12月生産の製造番号2969号車以降、剛性を高めるために20mmに増やされている。操縦席ハッチ周りの装甲は、初期には対空戦車型のように鋳造一体型だったが、製造番号2969号車以降は溶接組み立て型に変更された。砲弾は27発を搭載、また車体に機関銃のマウントがない代わりに、MG34かMG42を車内に搭載した。工場前で撮影された一輌には、戦闘室壁面およびパイプに装着された銃架がみられるが、実戦での使用例は確認できず、試験のみに終わったと考えられる。
M型は1943年5月から1944年の6月までに、マルダーIII系列最多の942門が製造されている。なお車体が小型で弾薬搭載数が少ないのを補うため、グリレK型同様に武装を撤去した弾薬運搬車が試作され、これは兵員8名を輸送することもできたが、1輌が自走砲型から改造されたのみであった。

## 戦歴
マルダーIII は、戦争中あらゆる戦場で使用された。Sd.Kfz.139 は主に東部戦線で使用されたが、いくつかは北アフリカ、チュニジアで運用された。H型も東部戦線やイタリア、西部戦線での使用が主であったが、ごく少数がチュニジアにも送られている、また1945年2月の時点で、350門のM型が運用され続けていた。
これらのマルダーIII は国防軍と武装親衛隊の両方で、装甲擲弾兵師団や後に国民擲弾兵師団の戦車猟兵大隊に配備された。また空軍にも、ヘルマン・ゲーリング師団などに配備されている。
すべてのマルダーIII は実績ある38(t)戦車の機構を用いており、機械的な信頼性があった。
搭載火砲も優秀な7.5cm PaK40/3対戦車砲であり、投入条件によっては十分に連合軍戦車とわたりあえた。
マルダーIII の弱点は、生残性の低さである。車高が高いことから発見されやすく、被弾もしやすい。それでいて装甲が薄いため敵に対する正面からの投入はできなかった。さらには天板がなく背後も開放されたオープントップ形式のため乗員の保護が不十分だった。対戦車砲がそうであるように砲爆撃に弱く、歩兵火器によって制圧されかねなかった。
結局のところマルダーシリーズは戦車や突撃砲の類ではなく、機動対戦車砲とでもいうべき性格のものであった。 原則的に受動的な戦闘に用いられ、牽引砲に比べて迅速で柔軟な陣地転換を可能としていた。
後に、38(t)戦車の発展型である38(t)n.Aの足回りを流用して試作された、密閉式戦闘室を持つ軽駆逐戦車ヘッツァーが登場し、戦車駆逐大隊などに配備された。
これによりマルダーIIIの生産は打ち切られたが、既に生産されていた車輌は終戦まで使用が続けられた。

## 現存車両

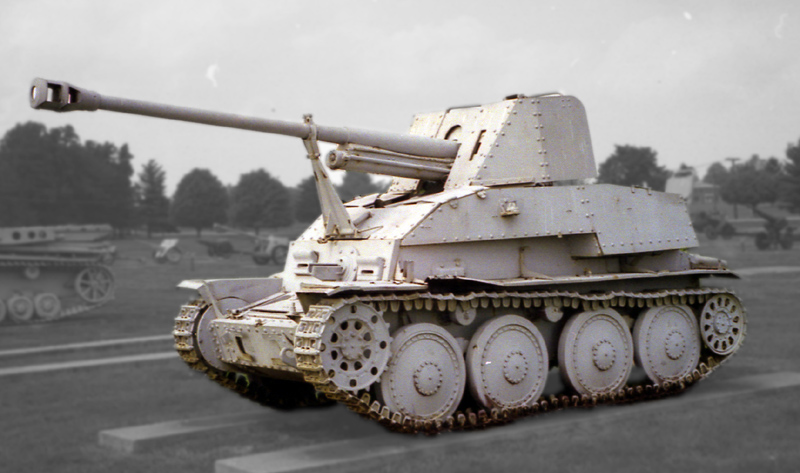
アメリカ陸軍兵器博物館のマルダーIII
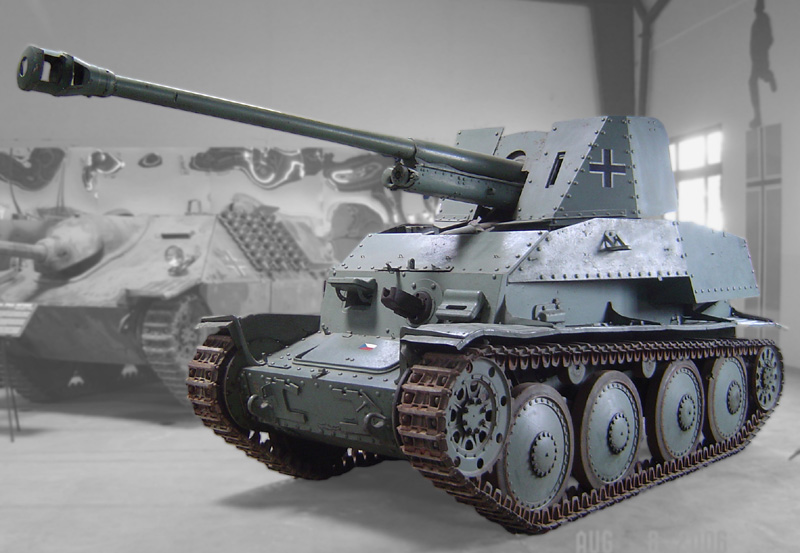
ソミュール戦車博物館のマルダーIII
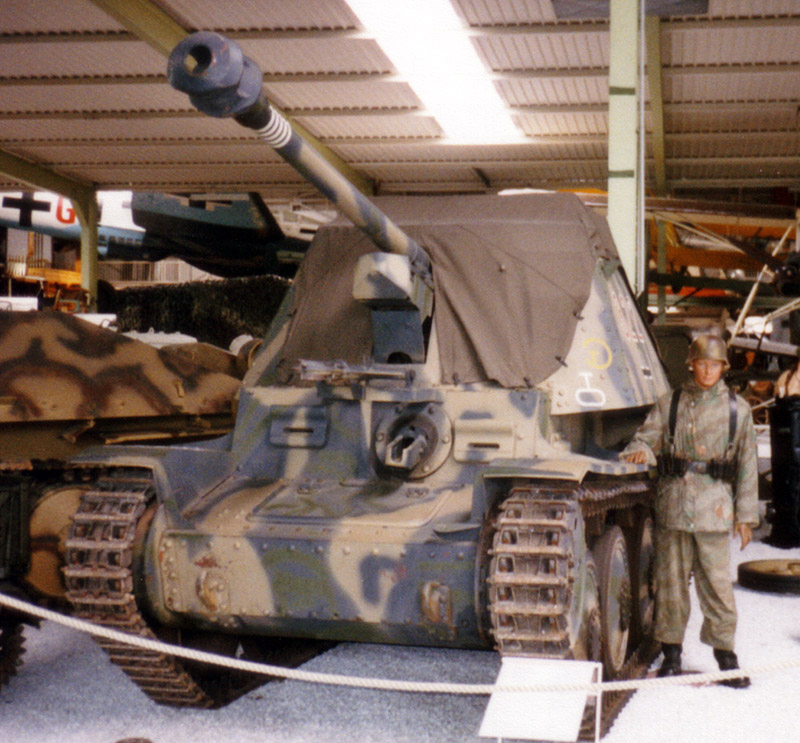
ジンスハイム自動車・技術博物館のH型
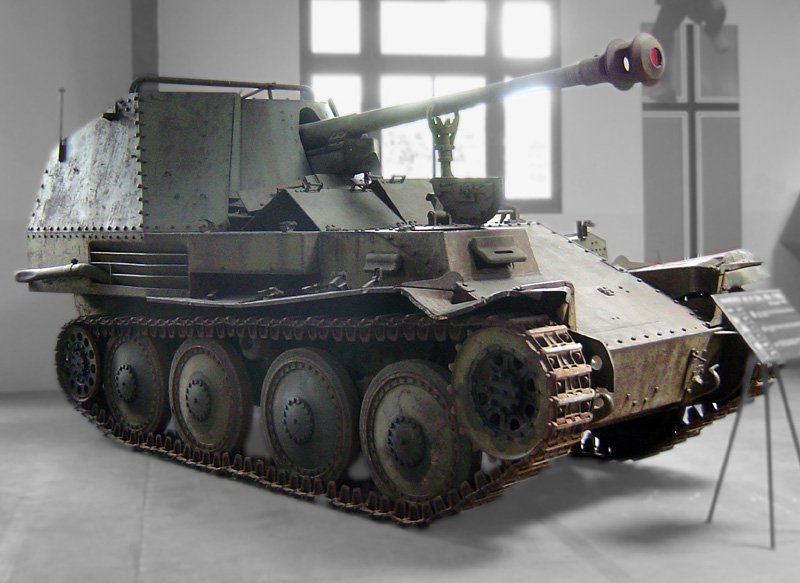
ソミュール戦車博物館のM型
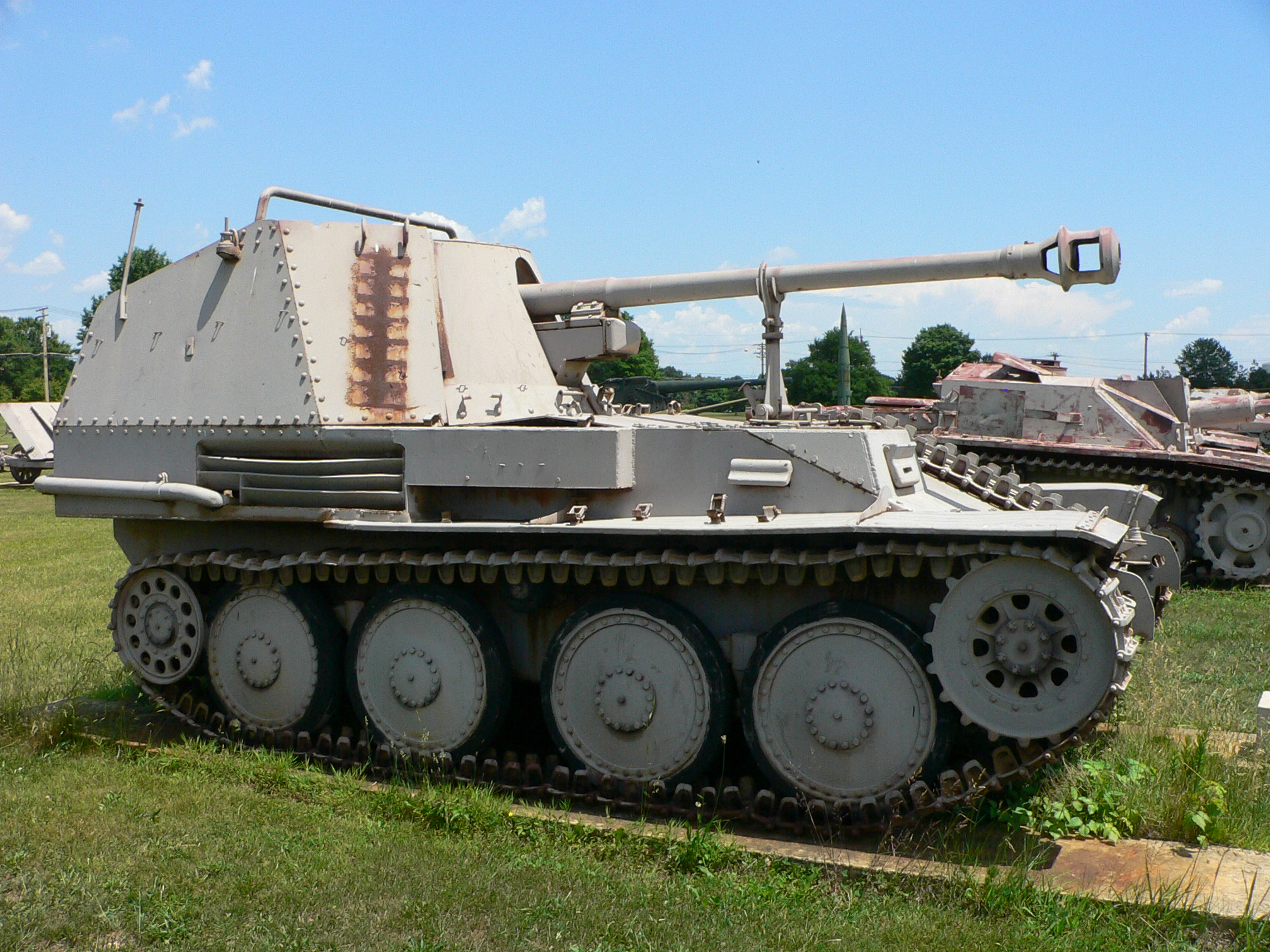
アメリカ陸軍兵器博物館のM型